# Mio mini pony - Salvataggio dal castello di mezzanotte
Mio mini pony - Salvataggio dal castello di mezzanotte (Rescue at Midnight Castle) è un film d'animazione del 1984 diretto da John Gibbs e basato sulla linea di giocattoli della Hasbro My Little Pony. Il film è l'episodio pilota della serie che sarebbe stata lanciata successivamente Vola mio mini pony.

## Trama
La storia inizia nel pacifico regno di Dream Valley dove la tranquilla vita dei pony viene minacciata dall'arrivo di terribili mostri chiamati Stratadonti che rapiscono alcuni pony e li portano nel tetro Castello di Mezzanotte. Disperata, Firefly, un pony pegaso in grado di volare, parte alla ricerca di qualcuno a cui chiedere aiuto e si imbatte nell'adolescente umana Megan che accetta di aiutare i pony. Megan scopre che i mostri che hanno attaccato Dream valley sono stati inviati da Tirac, un centauro malvagio che ha bisogno di utilizzare il potere magico dei pony per poter trainare il suo carro delle tenebre.

## Colonna sonora
1. My Little Pony Opening Chorus
2. Dancing on Air - Megan e Firefly
3. Little Piece of Rainbow - Moochick
4. Call upon the Sea Ponies - Pony marini